# KSOH
Koordinaten: 46° 31′ 42″ N, 120° 31′ 16″ W
KSOH oder KSOH-FM (Slogan: „Sounds of Hope“ & „Connecting People with Christ!“) ist ein US-amerikanischer nichtkommerzieller religiöser Hörfunksender aus Wapato im US-Bundesstaat Washington. KSOH sendet auf der UKW-Frequenz 89,5 MHz. Eigentümer und Betreiber ist die Lifetalk Radio, Inc.

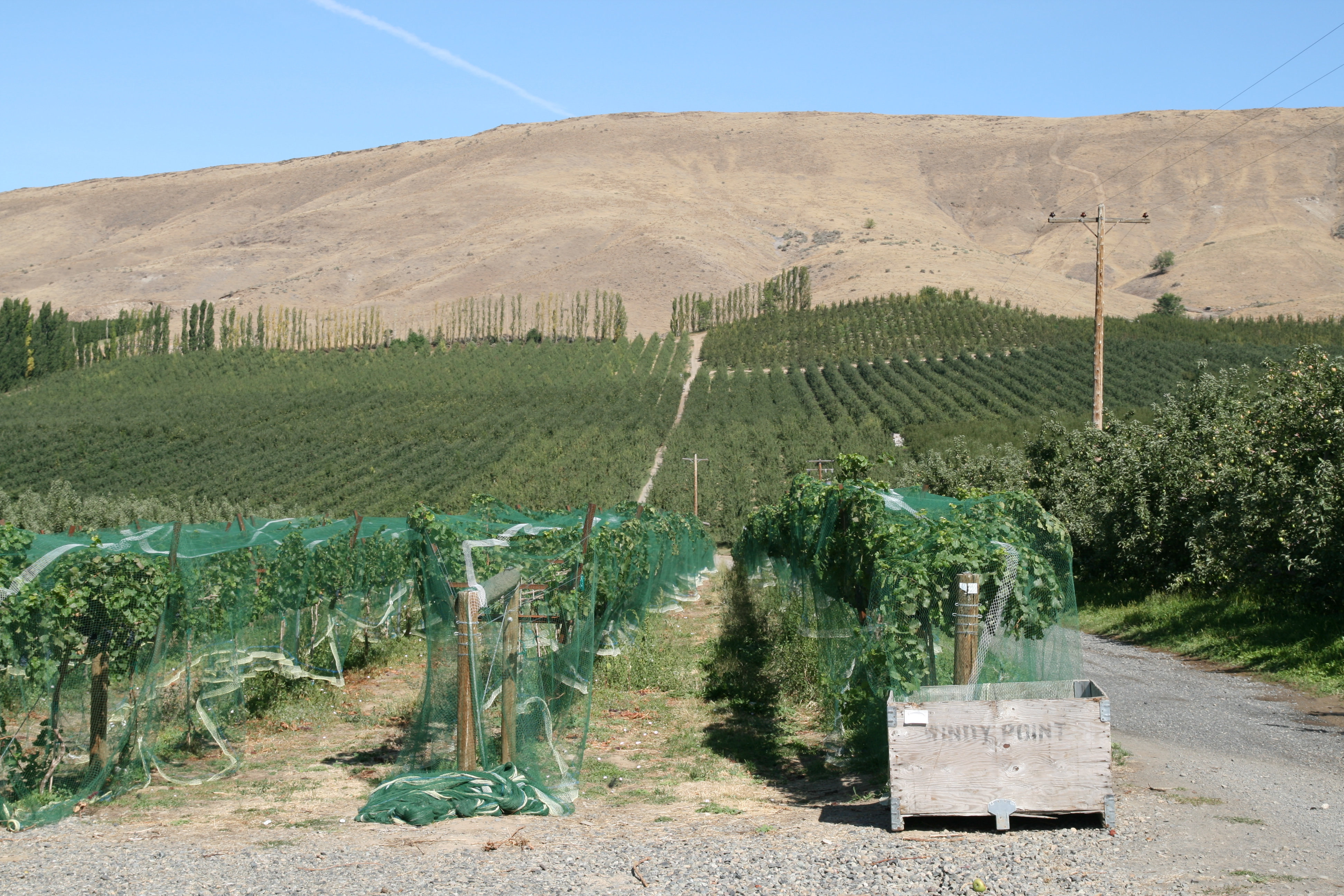
Windy Point Vineyards in Wapato, Washington